# Studie voor het portret van kardinaal Albergati
Studie voor het portret van kardinaal Albergati is een zilverstifttekening op geprepareerd papier van de hand van Jan van Eyck, die zich in het Kupferstichkabinett in Dresden bevindt. Het werk was een studie die Jan van Eyck maakte in voorbereiding op zijn Portret van kardinaal Niccolò Albergati (1438), nu in het Kunsthistorisches Museum te Wenen. Deze tekening werd gedateerd op 1431 omdat de kardinaal op 3 en 4 november in Gent verbleef en van 8 tot 11 december in Brugge. L. Baldass en M. Meiss baseerden zich op deze bezoeken en op de veronderstelling dat het een portret van Niccolò Albergati betrof, om de tekening in 1431 te dateren.
Een andere hypothese gaat uit van de aanwezigheid van kardinaal Niccolò Albergati als pauselijke vertegenwoordiger samen met kardinaal Hugues Lancelot de Lusignan bij de besprekingen rond de Vrede van Atrecht in Atrecht in 1435. Bij deze vredesbesprekingen zou ook Jan van Eyck aanwezig geweest zijn in het gevolg van Filips de Goede. Hij zou dan in opdracht van Filips deze schets van Albergati gemaakt hebben om die later uit te werken tot een geschilderd portret. De kardinaal poseerde voor Van Eyck, die in deze schets de gelaatskenmerken van zijn zitter vastlegde en notities maakte over de te gebruiken kleuren voor het haar en onderdelen van het gelaat. Andere historici wijzen erop dat de these van W. H. J. Weale uit 1904 over de identiteit van de geportretteerde uit de lucht gegrepen is en op geen enkel documentair bewijs steunt.
De datering is dus duidelijk afhankelijk van de identiteit van de geportretteerde en die wordt door sommige onderzoekers in vraag gesteld. Ze zijn van oordeel dat de afgebeelde man niet kardinaal Niccolò Albergati kan zijn, afgaande op andere bekende afbeeldingen van de kardinaal, maar vooral op basis van zijn kleding, die niet overeenstemt met wat een kardinaal in die tijd normaliter zou dragen. Ook Vale is van oordeel dat het niet om Albergati gaat, onder meer omdat het portret van de oude weldoorvoede man niet overeenkomt met de beschrijvingen door tijdgenoten van de kardinaal (Poggio, Jacopo Zeno, Vespasiano da Bisticci en St Antoninus van Florence), die een extreem sober leven leidde en streng de regels van de kartuizers in acht nam, ook nadat hij bisschop en kardinaal was geworden. Zijn biografen benadrukten dat zijn uiterlijk zijn innerlijke zuiverheid en gestrengheid reflecteerden.

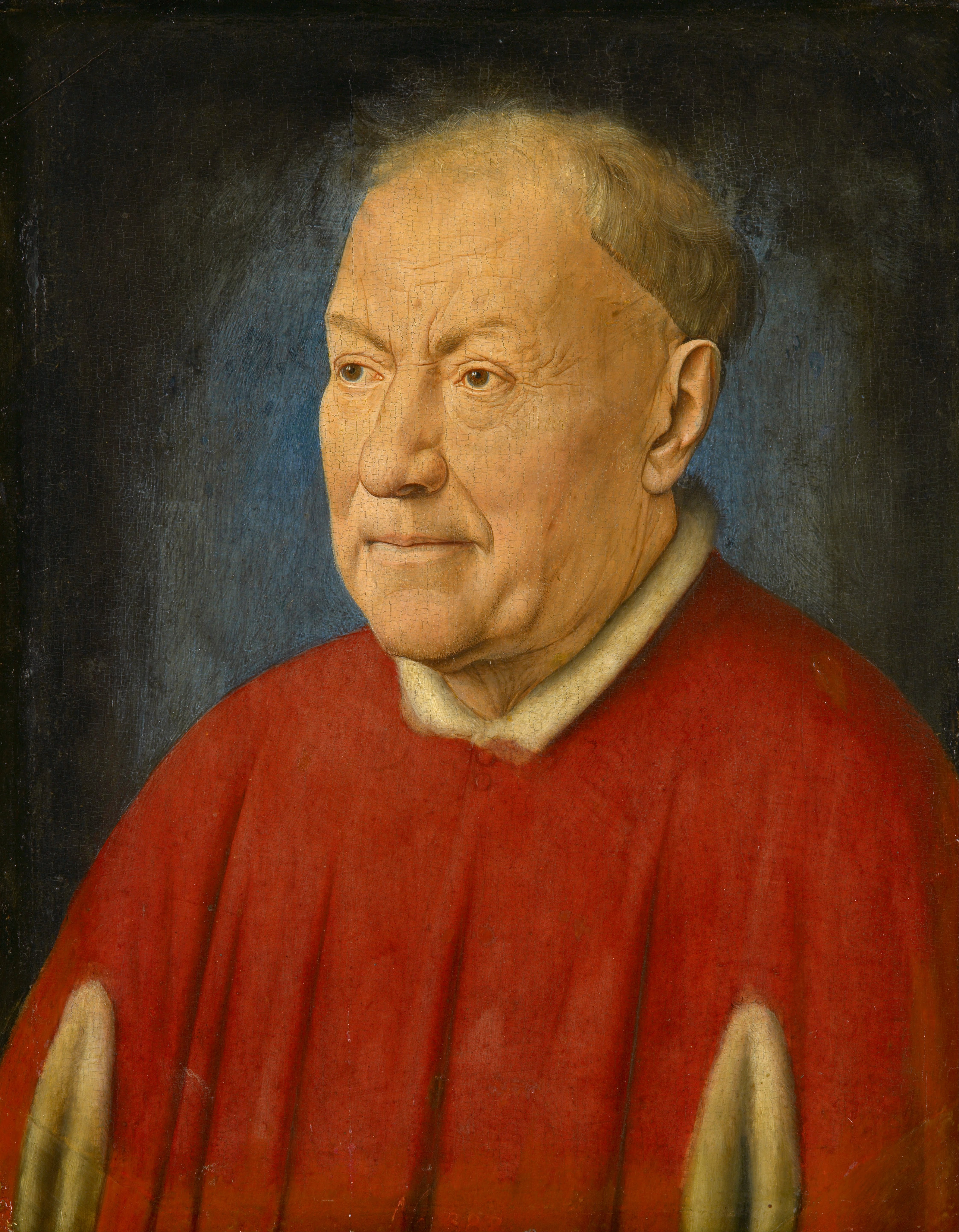
Portret van kardinaal Albergati

De tekening heeft een bijna identieke layout als het portret in olieverf op paneel. De tekening is niet gekleurd maar bevat aanwijzingen voor de te gebruiken kleuren op het portret. Het is mogelijk dat deze studie al een uitgewerkt model is voor het te schilderen portret, dat gemaakt werd op basis van een voorbereidende schets die verloren zou gegaan zijn.
Voor dit werk zijn twee soorten zilverstift gebruikt en de aantekeningen werden geschreven met een goudstift.
Dit werk en de Heilige Barbara in het Koninklijk museum voor Schone Kunsten Antwerpen zijn de enige tekeningen waarvan algemeen wordt aangenomen dat ze aan Jan van Eyck kunnen toegeschreven worden. De Kruisiging van het Museum Boijmans Van Beuningen, die tentoongesteld  werd op de expositie De weg naar van Eyck in 2012 zou kunnen worden toegeschreven aan de "directe omgeving van Jan van Eyck", anderen zien hierin een kopie naar een ouder voorbeeld, die ten vroegste omstreeks het einde van de 15e eeuw werd vervaardigd. Een andere tekening bewaard in het Louvre, De grafelijke vispartij, waarvan aangenomen werd dat het een zestiende-eeuwse kopie naar Jan van Eyck was, werd recentelijk (2012) door Claudine Chavannes-Mazel, aan Jan van Eyck toegeschreven, maar ook deze toewijzing staat ter discussie.